# Щипанов, Иван Яковлевич
Ива́н Я́ковлевич Щипа́нов (11 (24) сентября 1904, Уральская область — 5 апреля 1983, Москва) — советский философ

, специалист по истории русской и марксистско-ленинской философии. Доктор философских наук, профессор (1954), заведующий кафедрой истории философии народов СССР МГУ (с 1947).
Заслуженный деятель науки РСФСР (22.09.1976).

## Биография
Родился в посёлке Январцево Уральского уезда Уральской области (теперь в Казахстане). В 1927 году вступил в ВКП(б).
В 1938 году окончил философский факультет МИФЛИ и 1941 году там же аспирантуру, защитил диссертацию на соискание учёной степени кандидата философских наук по теме «Диалектика В. Г. Белинского».
С 1938 года одновременно преподавал на кафедре философии Московской сельскохозяйственной академии им. К. А. Тимирязева, а с 1943 года — на кафедре истории философии народов СССР (до 1955 года — кафедра истории русской философии, после смерти Щипанова ей было возвращено прежнее название) философского факультета МГУ имени М. В. Ломоносова, с 1947 года и до конца жизни заведующий этой кафедрой, преемник её основателя М. Т. Иовчука. Не пользовался уважением среди студентов.
В 1953 году защитил диссертацию на соискание учёной степени доктора философских наук по теме «Общественно-политические и философские воззрения русских просветителей второй половины XVIII века». Кавалер ордена Трудового Красного Знамени (15.09.1961).
Похоронен на Кунцевском кладбище в Москве.

## Научная деятельность
Является одним из первых учёных, кто ввёл в отечественный научный оборот такое понятие, как «русское Просвещение», обозначив время его зарождения второй половиной XVIII века и отнеся к его представителям Д. С. Аничков, П. С. Батурин, С. Е. Десницкий, Я. П. Козельский, Н. И. Новиков, Н. Н. Поповский, И. А. Третьяков, Д. И. Фонвизина. Считал, что философия «русского Просвещения» близка по своему духу французскому, а не немецкому Просвещению, а следовательно впитала в себя такие его качества антиклерикализм, атеизм и материализм, поэтому русскую философию XIX века в значительной степени рассматривал в качестве продолжения возникших в прошлом столетии идей материализма.
В 1952 году под его общей редакцией и его с предисловием вышел двухтомник с избранными произведения русских просветителей 2-й половины XVIII века. В 1968—1988 годах был одним из авторов и редакторов 5-томной «Истории философии в СССР». Кроме того, Щипанов — один из редакторов и авторов учебника «Краткого очерка истории философии» (М., 1960; 1981) и «Истории философской мысли в Московском университете» (М., 1982).

## Научные труды

### Монографии
- Щипанов И. Я. Русская материалистическая философия XVIII-XIX веков и ее историческое значение. — М.: Знание, 1953. — 72 с. — (Серия 2/ Всесоюз. о-во по распространению полит. и науч. знаний; № 44, 45, 46).
- Очерки по истории философской и общественно-политической мысли народов СССР: В 2 т. / Под ред. Г. С. Васецкого [и др.]; Акад. наук СССР. Ин-т философии. Моск. ордена Ленина гос. ун-т им. М. В. Ломоносова. Кафедра истории русской философии. — М.: Издательство Академии Наук СССР, 1955—1956. — Т. 1. — 592 с. (соавтор)
- Очерки по истории философской и общественно-политической мысли народов СССР: В 2 т. / Под ред. Г. С. Васецкого [и др.] ; Акад. наук СССР. Ин-т философии. Моск. ордена Ленина гос. ун-т им. М. В. Ломоносова. Кафедра истории русской философии. — М.: Издательство Академии Наук СССР, 1956. — Т. 2. — 896 с. (соавтор)
- Против современных фальсификаторов истории русской философии / Авт. глав: И. Я. Щипанов, Г. С. Васецкий, Б. С. Осипов и др.; Общая ред. И. Я. Щипанова. — М.: Соцэкгиз, 1960. — 455 с.
- Щипанов И. Я. гл. 9, § 1,7 // История философии в СССР: В 5 т. / АН СССР, Ин-т философии МГУ им. М. В. Ломоносова, Филос. фак. ; Редкол.: В. Е. Евграфов и др. — М.: Наука, 1968. — Т. 1. — 579 с.
- Щипанов И. Я. гл. 4, § 3 // История философии в СССР: В 5 т. / АН СССР, Ин-т философии МГУ им. М. В. Ломоносова, Филос. фак. ; Редкол.: В. Е. Евграфов и др. — М.: Наука, 1968. — Т. 2. — 601 с.
- Щипанов И. Я. гл. 7, § 1 // История философии в СССР: В 5 т. / АН СССР, Ин-т философии МГУ им. М. В. Ломоносова, Филос. фак. ; Редкол.: В. Е. Евграфов и др. — М.: Наука, 1968. — Т. 5. — 672 с.
- Щипанов И. Я. Философия русского просвещения. 2-я половина XVIII века. — М.: Изд-во Моск. ун-та, 1971. — 283 с.
- История философской мысли в Московском университете / И. Я. Щипанов, Л. Г. Титова, М. М. Филиппова и др.; Под ред. И. Я. Щипанова. — М.: Изд-во МГУ, 1982. — 264 с.
- Щипанов И. Я. Философия и социология русского народничества. — М.: Изд-во МГУ, 1983. — 279 с. — (ИФ. История философии).

### Статьи
- Щипанов И. Я. Материалистические воззрения В. Г. Белинского // Великий русский мыслитель В. Г. Белинский, М., 1948;
- Щипанов И. Я. Философские воззрения декабристов // Из истории русской философии XVIII-XIX веков : Сборник статей / Отв. ред. И. Я. Щипанов; Моск. ордена Ленина гос. ун-т им. М. В. Ломоносова. — М.: Изд-во Моск. ун-та, 1952. — 320 с.
- Щипанов И. Я. Вступительная статья // Радищев А. Н. Избранные философские и общественно-политические произведения: К 150-летию со дня смерти. 1802-1952 / Под общ. ред. и со вступ. статьей И. Я. Щипанова; Акад. наук СССР. Ин-т философии. Моск. ордена Ленина гос. ун-т им. М. В. Ломоносова. Кафедра истории рус. философии. — М.: Госполитиздат, 1952. — 672 с.
- Щипанов И. Я. Вступительная статья // Избранные социально-политические и философские произведения декабристов: В 3-х т.: К 125-летию восстания декабристов. 1825-1950 / [Общ. ред. и вступит. статья И. Я. Щипанова; Подготовка текста и примеч. С. Я. Штрайха; Моск. ордена Ленина гос. ун-т им. М. В. Ломоносова. Кафедра истории рус. философии. — М.: Госполитиздат, 1951. — Т. 1. — С. 5—91. — 732 с.
- Щипанов И. Я. Вступительная статья // Избранные социально-политические и философские произведения декабристов: В 3-х т.: К 125-летию восстания декабристов. 1825-1950 / Общ. ред. и вступит. статья И. Я. Щипанова; Подготовка текста и примеч. С. Я. Штрайха; Моск. ордена Ленина гос. ун-т им. М. В. Ломоносова. Кафедра истории рус. философии. — М.: Госполитиздат, 1951. — Т. 2. — С. 5—91. — 567 с.
- Щипанов И. Я. Вступительная статья // Избранные социально-политические и философские произведения декабристов: В 3-х т.: К 125-летию восстания декабристов. 1825—1950 / Общ. ред. и вступит. статья И. Я. Щипанова; Подготовка текста и примеч. С. Я. Штрайха; Моск. ордена Ленина гос. ун-т им. М. В. Ломоносова. Кафедра истории рус. философии. — М.: Госполитиздат, 1951. — Т. 3. — С. 5—91. — 466 с.
- Щипанов И. Я. Вступительная статья // Избранные произведения русских мыслителей второй половины XVIII века: В 2-х т. / Под общ. ред. и со вступ. статьей И. Я. Щипанова; Моск. ордена Ленина гос. ун-т им. М. В. Ломоносова. Кафедра истории рус. философии. — М.: Госполитиздат, 1952. — Т. 1: Просветители: Н. Н. Поповский, А. А. Барсов, Д. С. Аничков, С. Е. Десницкий, И. А. Третьяков, А. М. Брянцев, А. А. Каверзнев, П. А. Словцов, Я. П. Козельский. — 712 с.
- Щипанов И. Я. Вступительная статья // Избранные произведения русских мыслителей второй половины XVIII века: В 2-х т. / Под общ. ред. и со вступ. статьей И. Я. Щипанова] ; Моск. ордена Ленина гос. ун-т им. М. В. Ломоносова. Кафедра истории рус. философии. — Госполитиздат, 1952. — Т. 2: А. Я. Поленов; Д. А. Голицын; Речи и мнения депутатов Комиссии для сочинения проекта нового Уложения; Материалы пугачевского восстания; Н. И. Новиков; Д. И. Фонвизин; И. А. Крылов; П. С. Батурин; Зерцало безбожия. — С. 5—84. — 607 с.
- Щипанов И. Я. Вступительная статья // Русские просветители: (От Радищева до декабристов): Собрание произведений: В 2 т. / Под ред. и со вступ. статьей, с. , И. Я. Щипанова. — М.: Мысль, 1966. — Т. 1: П. И. Челищев, В. В. Пассек, А. Ф. Бестужев, И. П. Пнин, В. Ф. Малиновский, В. В. Попугаев, А. С. Кайсаров. — С. 5—44. — 440 с. — (Философское наследие).
- Щипанов И. Я. Вступительная статья // Русские просветители: (От Радищева до декабристов) : Собрание произведений : В 2 т. / Под ред. и со вступ. статьей И. Я. Щипанова. — М.: Мысль, 1966. — Т. 2: А. С. Лубкин, Т. Ф. Осиповский, А. П. Куницын, В. П. Колычев, Ф. В. Кречетов. — С. 5—44. — 478 с. — (Философское наследие).

### Доклады
- Щипанов И. Я. Общественно-политические и философские взгляды А. Н. Радищева. (1749—1802): Стенограмма публичной лекции, прочит. в Центр. лектории О-ва в Москве / Канд. философ. наук И. Я. Щипанов ; Всесоюз. о-во по распространению полит. и науч. знаний. — Правда, 1950. — 32 с.
- Щипанов И. Я. Некоторые принципиальные вопросы истории русской философии. — М.: Моск. ун-т, 1967. — 71 с. — (Доклады/ Философ. фак. Симпозиум по истории философии. 27 февр. - 1 марта 1967 г.; 5).
- Щипанов И. Я. Ленинское философское наследие и проблемы исследования истории философии народов СССР. — М.: Изд-во Моск. ун-та, 1969. — 37 с. — (Доклад/ Науч. конференция "Ленинский этап в развитии марксистской философии. Ленинград 16-19 дек. 1969 г.; 29).

### Научная редакция
- Из истории русской философии: Сборник статей / Под общ. ред. И. Я. Щипанова; Моск. ордена Ленина гос. ун-т им. М. В. Ломоносова. Филос. фак. Кафедра истории русской философии. — М.: Госполитиздат, 1949. — 831 с.
- Из истории русской философии: Сборник статей / Под общ. ред. И. Я. Щипанова; Моск. ордена Ленина гос. ун-т им. М. В. Ломоносова. Филос. фак. Кафедра истории русской философии. — М.: Госполитиздат, 1951. — 766 с.